# Франческа Бентивольо
Франческа Бентивольо (на италиански: Francesca Bentivoglio; * 18 февруари 1468, Болоня, †  кр.. септември/нач. октомври 1504, Милано, Миланско херцогство) е чрез брак господарка на Фаенца.

## Произход
Тя е дъщеря на Джовани II Бентивольо (* 1443, † 1508), фактически господар на Болоня, и на съпругата му Джиневра Сфорца (* 1440, † 1507). Има петнадесет братя и сестри, сред които:
- Анибале II (* 1469, † 1540), господар на Болоня (1511 – 1512), кондотиер, съпруг на Лукреция д'Есте
- Антонгалеацо (* 1472, † 1525), прелат
- Алесандро (* 1474, † 1532), граф на Кампаня, съпруг на Иполита Сфорца
- Ермес (* 1475, † 1513), кондотиер, пфалцграф (1498), съпруг на Якопа Орсини
- Камила (* 1480, † 1529), съпруга на Пиро Гонзага, кондотиер, граф на Родиго (1499 – 1521), господар на Боцоло (1527 – 1529) и на Сан Мартино дал'Арджине (1527 – 1529)
- Изота, монахиня в Корпус Домини
- Елеонора (* XV век, † 1540), съпруга на Джиберто Пио, господар на Капри, капитан на Болоня

- Лаура († 1523), съпруга на Джовани Гонзага, кондотиер, господар на Весковато, с когоот поставя началото на кадетския клон Гонзага ди Весковато
- Виоланте, съпруга на Пандолфо IV Малатеста, кондотиер, господар на Римини и на други градове в Романя
- Бианка († 1519), съпруга на Николо Мария Рангони, кондотиер, господар на Спиламберто и Кординяно.

Има и един природен брат и една природена сестра от първия брак на майка си.

## Биография
На 17 февруари 1482 г. в Болоня 14-годишната Франческа се омъжва за господаря на Фаенца Галеото Манфреди, който обаче остава обвързан с метресата си Касандра Павони, от която има три деца. На 20 януари 1485 г. Франческа дава на съпруга си сина си Асторе, последният Манфреди, управляващ Фаенца. Въпреки това отношенията между двамата съпрузи не се подобряват. През 1487 г. Франческа изоставя съпруга си и намира убежище със сина си в бащината си къща в Болоня.
Лоренцо де Медичи, притеснен, че семейните кавги могат да сложат край на политическия съюз между Болоня и Фаенца, необходим за противодействие на експанзионистичните цели на папството, кара Павони да бъде отстранена от Фаенца, така че Франческа да се върне при съпруга си през август същата година година. Но Франческа, решена да се отърве от съпруга си, наема двама убийци, Менгачо и Риго да Болоня, които го убиват на 31 май 1488 г., вика баща си Джовани на помощ и провъзгласява малкия си син Асторе за новия господар на града. Не е сигурно дали в основата на убийството на Манфреди стои политически заговор, замислен от Джовани II Бентивольо за превземане на града, но реакцията на големите фамилии във Фаенца не закъснява и баща и дъщеря първо са хвърлени в затвора, а след това са изгонени от Фаенца, докато двамата убийци са екзекутирани и Асторе е потвърден като господар на Фаенца под регентството на Съвета на старейшините.
Чезаре Борджия завладява Фаенца през 1501 г., като отвежда 17-годишния затворник Асторе в Рим, където младежът умира.
Франческа се омъжва повторно на 2 ноември 1492 г. за Гуидо II Торели, който се отказва от титлата си на апостолически протонотарий, предоставяйки я със свързаните с нея предимства на брата на Франческа Антонгалеацо. Дъщеря й Иполита се омъжва за известния писател Балдасаре Кастилионе през 1516 г.
Новината за смъртта на 35-годишната Франческа достига до Болоня по време на тържествата за сватбата на нейния брат Ермес с Якопа Орсини през октомври 1504 г.

## В изкуството
Франческа е изобразена с цялото семейство Бентивольо на олтарната картина на Лоренцо Коста в църквата „Сан Джакомо“ в Болоня. Драматичните събития, включващи Франческа и нейния съпруг Манфреди, предоставят на Винченцо Монти темата за трагедията Галеото Манфреди, в която съпругата на Галеото се нарича Матилда.

## Брак и потомство
Омъжва се два пъти:
∞ 1. 17 февруари 1482 за Галеото Манфреди (* 1440, † 31 май 1488), кондотиер и господар на Фаенца, от когото има един син:
- Асторе III Манфреди (* 19 януари 1485, Фаенца, † 4 юни 1502, Рим), господар на Фаенца (1488 – 1501)

∞ 2. 1492 за Гуидо II Торели († май 1501, Гуастала), кондотиер и бивш прелат, от когото има двама сина и две дъщери:
- Маркантонио Торели († 1552), ∞ за Иполита Гонзага, дъщеря на Джан Лодовико Гонзага, господар на Корте ди Скиевеноля, и на Джована от графовете Тиене; преотстъпва правата си над Гуастала на Гонзага през 1546;
- Елизабета Торели;
- Онорато Торели;
- Иполита Торели (* 1501, † 1520), ∞ 15 октомври 1516 за писатела Балдасаре Кастильоне, от когото има двама сина и една дъщеря